# Scopula micrata
Scopula micrata là một loài bướm đêm trong họ Geometridae.